# John McAfee
John David McAfee (Cinderford, Gloucestershire; 18 de septiembre de 1945-San Esteban de Sasroviras, Barcelona; 23 de junio de 2021) fue un magnate y programador informático británico-estadounidense, fundador de McAfee. Fue uno de los primeros en diseñar un software antivirus y de desarrollar un escáner de virus informático.
Nació en el Reino Unido y se crio en Salem, Virginia. Recibió su licenciatura en matemáticas de la Universidad de Roanoke en 1967, y recibió un doctorado honorífico de esa institución en 2008. Buscó la nominación del Partido Libertario para las elecciones presidenciales de Estados Unidos de 2016.
El 5 de octubre de 2020 fue detenido en el Aeropuerto del Prat en Barcelona, en España, por delitos fiscales en Estados Unidos. El 23 de junio de 2021 fue hallado sin vida en la celda del Centro Penitenciario Brians 2, en San Esteban de Sasroviras poco después de autorizarse su extradición a los Estados Unidos.

## Biografía
John trabajó como programador por el Instituto de la NASA para Estudios Espaciales en Nueva York desde 1968 a 1970. Desde allí se trasladó a Univac como un diseñador de software y más tarde a Xerox como arquitecto del sistema operativo. En 1978 se incorporó a Computer Sciences Corporation como consultor de software. Más tarde, mientras estaba empleado por Lockheed en la década de 1980, McAfee recibió una copia del virus Brain y comenzó a desarrollar software para combatir los virus.
Fue el primero en distribuir software antivirus utilizando el modelo de negocio de shareware. En 1989, renunció a Lockheed y comenzó a trabajar a tiempo completo en su empresa antivirus McAfee Associates, que inicialmente operaba desde su casa en Santa Clara, California.
Esta compañía se convirtió en Network Associates, un nombre que retuvo durante siete años hasta que pasó a llamarse McAfee, que sigue siendo hoy en día como una de las mayores compañías de seguridad informática y antivirus del mundo. John McAfee enseñaba yoga y durante su vida escribió varios libros sobre el yoga.
Otra empresa de negocios que fundó fue Tribal Voice, que desarrolló uno de los primeros programas de mensajería instantánea PowWow.
En agosto de 2009, The New York Times informó que la fortuna personal de McAfee se había reducido a 4 millones de dólares desde los 100 M$ debido al efecto de la crisis financiera mundial y la recesión.
A partir de febrero de 2010, John comenzó una nueva empresa en el campo de la detección de quórum bacterianos. Su nueva compañía QuorumEx tiene su sede en Belice y está trabajando en la producción comercial de antibióticos naturales para la percepción de quórum. 
En un artículo de 2012 en Mensa Bulletin, la revista de Mensa América, manifestó que siendo el creador del primer antivirus lo convirtió "en el objetivo más deseado de los hackers", y agregó "para los hackers soy una insignia de honor". Añadió que para su propia seguridad tiene gente que compra los equipos por él, utiliza seudónimos para la creación de las computadoras y acceder al sistema, y cambia su dirección IP varias veces al día.
El 2 de mayo de 2012, la propiedad de McAfee en Orange Walk Town (Belice) fue allanada por la Unidad de Supresión de Pandillas. Un comunicado de prensa GSU declaró que fue detenido por la fabricación de medicamentos y posesión de un arma sin licencias. McAfee fue detenido presuntamente en presencia de su novia, de 17 años de edad y natural de Belice. Todos los cargos fueron retirados y McAfee demandó al gobierno de Belice por detención ilegal. 
El 12 de noviembre de 2012, la policía de Belice anunció que McAfee era buscado por asesinato. De acuerdo con funcionarios locales, McAfee es el principal sospechoso en el asesinato de expatriado estadounidense Gregory Viant Faull, quien fue asesinado a tiros el 10 de noviembre de 2012 en su casa en la isla de cayo Ambergris.
El 6 de diciembre de 2012 el presidente de Guatemala, Otto Pérez Molina, anunció que su Gobierno negó el asilo al millonario estadounidense John McAfee, detenido el 5 de diciembre por ingresar de forma ilegal al país. Por su parte, el excanciller guatemalteco, Harold Caballeros, aseguró que en las próximas horas McAfee será entregado a Belice, cuyas autoridades quieren interrogarlo en relación con un asesinato. Ese mismo día queda recluido en el Hospital de la PNC de Guatemala luego de fingir problemas del corazón.
El 12 de diciembre de 2012, después de permanecer en un albergue de Migración es trasladado al Aeropuerto Internacional La Aurora de Guatemala de donde parte rumbo a EE. UU., donde aseguró que prefería regresar a su país, en donde se sentiría más seguro que en Guatemala y Belice.
En febrero de 2016, McAfee recibió atención mediática al ofrecerse públicamente a desencriptar un iPhone 5c utilizado por los perpetradores del tiroteo de San Bernardino, ante la disputa entre el FBI y Apple por la negativa de la compañía para hacerlo, citando los riesgos para la seguridad que la creación de una puerta trasera en los iPhone podría tener para sus clientes. McAfee se ofreció para que Apple no tuviera que ceder ante el FBI. Más tarde, McAfee admitió que el ofrecimiento lo hizo para atraer la atención pública, aunque aún afirmaba que podía lograrlo.
El 24 de julio del 2019, fue detenido en las costas de República Dominicana al encontrarse armas ilegales dentro de su yate.
En octubre de 2020, McAfee fue detenido en España por un presunto delito de evasión tributaria en Estados Unidos. El programador atribuyó los cargos presentados en su contra a motivaciones políticas, por haber postulado como candidato presidencial por el Partido Libertario. Sin embargo, ese argumento fue desestimado por la Audiencia Nacional, que autorizó su extradición a Estados Unidos el 23 de junio de 2021.
Ese mismo día fue encontrado muerto en su celda de la prisión de Brians 2, en San Esteban Sasroviras (Barcelona), en España, presuntamente por suicidio.